# Kassenärztliche Vereinigung Sachsen
Die Kassenärztliche Vereinigung Sachsen (KVS) ist eine der insgesamt 17 Kassenärztlichen Vereinigungen (KVen) in Deutschland.
Als Körperschaft des öffentlichen Rechts vertritt die KVS die Interessen ihrer Mitglieder, der gut 4500 in Sachsen niedergelassenen Vertragsärzte und -psychotherapeuten, gegenüber Politik, Krankenkassen und Öffentlichkeit. Gleichzeitig erfüllt sie als hoheitlich handelnde Behörde die ihr vom Bundesgesetzgeber übertragenen Aufgaben der Sicherstellung und Gewährleistung.
Die KVS unterliegt der Rechtsaufsicht des Sächsischen Staatsministeriums für Soziales und Gesellschaftlichen Zusammenhalt, entscheidet aber in eigener Zuständigkeit im Rahmen der Vorgaben durch das Fünfte Sozialgesetzbuch (SGB V) über ihre Angelegenheiten. Die Verwaltungskosten der KV werden durch die Verwaltungskostenumlage ihrer Mitglieder getragen.

## Mitgliedschaft
Alle zur vertragsärztlichen Tätigkeit zugelassenen Ärztinnen und Ärzte, ärztlichen und psychologischen Psychotherapeutinnen und -therapeuten sowie Kinder- und Jugendlichenpsychotherapeutinnen und -therapeuten sind Mitglieder ihrer Kassenärztlichen Vereinigung. Die Mitgliedschaft ist durch § 77 Abs. 5 SGB V gesetzlich begründet, so dass eine Pflichtmitgliedschaft besteht. Ein Austritt aus der Körperschaft ist daher immer auch zwangsläufig mit dem Verzicht auf die Zulassung zur vertragsärztlichen oder vertragspsychotherapeutischen Tätigkeit verbunden.

## Aufgaben
Als Körperschaft öffentlichen Rechts ist die KVS einerseits Dienstleistungsorganisation und Interessenvertretung für ihre Mitglieder. Andererseits übt sie die Aufsichts- und Disziplinarfunktion gegenüber ihren Mitgliedern aus (Gewährleistungsauftrag). Dazu kommen weitere hoheitliche Aufgaben. Die KVS gewährleistet durch Verträge mit den Verbänden der Krankenkassen die ambulante Versorgung in ihrem Zuständigkeitsbereich (Sicherstellungsauftrag) und stellt die Qualität sicher (Qualitätssicherung).

### Sicherstellungsauftrag
Der Gesetzgeber hat der Ärztlichen Selbstverwaltung – also den 17 Kassenärztlichen Vereinigungen (KVen) in den Bundesländern sowie der Kassenärztlichen Bundesvereinigung – die Sicherstellung der vertragsärztlichen Versorgung übertragen (Sicherstellungsauftrag gemäß § 72 / § 75 SGB V). Seit 1999 zählt dazu neben der ambulanten haus- und fachärztlichen auch die psychotherapeutische Versorgung. Die KVen haben zusammen mit den Krankenkassen als Partner in der Gemeinsamen Selbstverwaltung dafür zu sorgen, dass alle gesetzlichen Vorgaben des SGB V korrekt umgesetzt werden.
Innerhalb des gesetzlichen Rahmens haben KVen und Krankenkassen in den einzelnen Ländern die Möglichkeit, die ambulante Versorgung gemäß regionaler Bedürfnisse auszugestalten. Allerdings haben Kassenärztliche Vereinigungen und Krankenkassen nicht völlig freie Hand: Neben den gesetzlichen Bestimmungen gibt es auch noch eine Vielzahl weiterer Regelungen zu beachten, die bundesweit Gültigkeit haben: so etwa die Beschlüsse des Gemeinsamen Bundesausschusses (G-BA) zur Bedarfsplanung. Darin wird beispielsweise geregelt, wie viele Ärzte oder Psychotherapeuten welcher Fachrichtung sich in bestimmten Regionen maximal niederlassen dürfen. Vorgaben aus der bundesweit gültigen Bedarfsplanungs-Richtlinie sind für die KVS zwingend zu berücksichtigen.
Die KVS gestaltet die ambulante Versorgung für die gut 3,75 Millionen gesetzlich Krankenversicherten und ihre Angehörigen (Stand: 1. Juli 2024) in Sachsen. während und außerhalb der üblichen Sprechstundenzeiten gemäß dem Sicherstellungsauftrag.

### Interessensvertretung
Als Interessenvertretung der gut 4500 in ihrem Zuständigkeitsbereich niedergelassenen Vertragsärzte und -psychotherapeuten handelt die KVS auf Grundlage bundesweiter Gesetze und Standards mit den regionalen Krankenkassen Verträge über Struktur und Vergütung der ambulanten Versorgung in ihrem Zuständigkeitsbereich aus. Außerdem werden spezielle Verträge abgeschlossen, die auf die Weiterentwicklung der ambulanten Versorgung zielen, zum Beispiel auf die Behandlung chronischer Erkrankungen durch strukturierte Behandlungsprogramme (Disease-Management-Programme).

### Honorarverhandlungen mit Krankenkassen
Die KVS verhandelt mit den Krankenkassen – auf Basis der Vorgaben aus den Verhandlungen von Kassenärztlicher Bundesvereinigung und Spitzenverband Bund der Krankenkassen – das Gesamthonorar für alle ambulant erbrachten ärztlichen und psychotherapeutischen Leistungen und schließt Honorarverträge über die für die ambulante Versorgung zu zahlende Gesamtvergütung.
Die Verteilung der von den Krankenkassen bereitgestellten Gesamtvergütung erfolgt nach dem Honorarverteilungsmaßstab (HVM). Dieser wird von der Vertreterversammlung der KVS auf Grundlage der Vorgaben der Kassenärztlichen Bundesvereinigung beschlossen.

### Gewährleistungsauftrag
Nach dem Gewährleistungsprinzip steht die KVS gegenüber den Krankenkassen dafür gerade, dass alle vertragsärztlichen und -psychotherapeutischen Leistungen nach Gesetz und Vertrag erbracht werden. Insbesondere kontrolliert sie die Abrechnungen ihrer Mitglieder und wacht über die Qualität der Arbeit von Vertragsärzten und -psychotherapeuten.

## Organisation

### Vertreterversammlung
Die Vertreterversammlung (VV) besteht aus 40 Vertretern der Mitglieder der KV Sachsen und repräsentiert damit alle Hausärzte, Fachärzte und Psychotherapeuten, die in der vertragsärztlichen Versorgung in Sachsen tätig sind.
Die Aufgaben der VV bestehen vor allem darin,
- die Körperschaft gegenüber dem Vorstand und dessen Mitgliedern zu vertreten,
- einen Haushaltsplan festzusetzen,
- den Vorstand der KV Sachsen zu wählen und zu überwachen,
- alle Entscheidungen zu treffen, die für die Körperschaft von grundsätzlicher Bedeutung sind.

Das VV-Gremium wählt den hauptamtlichen Vorstandsvorsitzenden der KV Sachsen und dessen Stellvertreter. Zudem besetzt die VV die Beratenden Fachausschüsse sowie die Kommissionen der VV, zu denen der Finanzausschuss und die Bereitschaftsdienstkommission zählen. Die VV entscheidet unter anderem über die Organisation der KV Sachsen, die Satzung und den Haushaltsplan.

### Vorstand
Der Vorstand der KVS wird von der Vertreterversammlung gewählt. Der Vorstand führt die Geschäfte, vertritt die KV gerichtlich und außergerichtlich und ist für die Aushandlung der Verträge und Honorare über die ambulante Versorgung mit den Krankenkassen zuständig.

#### Vorstandsvorsitzender wird seines Amtes enthoben
Der seit 2005 amtierende Vorstandsvorsitzende der KV Sachsen, Dr. Klaus Heckemann, wurde am 4. September 2024 durch die Vertreterversammlung der KVS mit sofortiger Wirkung seines Amtes enthoben. Heckemann hatte sich im Juni 2024 in einem Editorial der KVS-Mitteilungen zur Humangenetik geäußert und darin von "Eugenik" in "ihrem besten und humansten Sinn" gesprochen.
Die Repräsentanten der Vertreterversammlung hatten sich bereits in einer zeitgleich mit dem Editorial erschienenen Stellungnahme von den Ausführungen des Vorstandsvorsitzenden distanziert. Der Abberufung war eine Reihe von Protesten aus der Öffentlichkeit vorhergegangen, unter anderem von der Allianz Chronischer Seltener Erkrankungen und der Deutschen Gesellschaft für Perinatale Medizin. In diesem Zusammenhang war auch darauf hingewiesen worden, dass Heckemann zum wiederholten Male das hauseigene Mitteilungsblatt zur Verbreitung persönlicher, von vielen Seiten als diskriminierend empfundener Meinungsäußerungen missbraucht habe.

### Gremien
Vertreterversammlung und Vorstand der Kassenärztlichen Vereinigung werden von Ausschüssen und Kommissionen beraten und unterstützt. Das Sozialgesetzbuch V schreibt darüber hinaus auch die Einrichtung von Gremien der Gemeinsamen Selbstverwaltung vor. Diese Ausschüsse setzen sich paritätisch aus Vertretern der KVS und der Krankenkassen zusammen. Hier werden Entscheidungen getroffen bzw. vorbereitet, die die Sicherstellung der vertragsärztlichen Versorgung betreffen, etwa bei der Zulassung oder bei der Wirtschaftlichkeitsprüfung.

#### Kommissionen zur Qualitätssicherung
Möchten KV-Mitglieder gesetzlich Versicherten medizinische Leistungen anbieten, die spezielle Qualifikationen erfordern und zuvor von der Kassenärztlichen Vereinigung Sachsen genehmigt werden müssen, setzt diese bei Bedarf eine Qualitätssicherungskommission ein, um das nötige Fachwissen sowie weitere Voraussetzungen zu überprüfen. Die Eignung wird von den Kommissionen auf unterschiedliche Art und Weise kontrolliert: Zum Beispiel durch stichprobenartige Einzelfallprüfungen, Praxisbegehungen oder durch den regelmäßigen Nachweis einer Mindestzahl von Untersuchungen bzw. Behandlungen zu einer qualitätsgesicherten Leistung.

## Regionalstellen
Die KVS ist vor Ort durch drei Regionalstellen präsent, und zwar in Chemnitz, Dresden und Leipzig.